# Klinje
Klinje se nalazi u Bosni i Hercegovini i prvo je umjetno jezero u BiH, nazvano po toponimu "Klini". Površina jezera je 26 hektara. Akumulirano je od 1891. do 1896. izgradnjom kamene lučne brane, prve ove vrste u ovom dijelu Europe. Brana je pravljena za potrebe navodnjavanja gatačkog polja.